# Nikolaj Nikolaevič Krestinskij
Nikolaj Nikolaevič Krestinskij (in russo Никола́й Никола́евич Крести́нский?; Mogilëv, 25 ottobre 1883 – Mosca, 15 marzo 1938) è stato un politico sovietico.

## Biografia
Nato nella famiglia di un insegnante, nel 1901 si diplomò a pieni voti al liceo di Vilnius e nel 1907 si laureò in giurisprudenza all'Università di Pietroburgo. Dal 1903 fu membro del Partito Operaio Socialdemocratico Russo, e nel 1905 entrò a far parte della fazione bolscevica. Dall'anno successivo fu membro del Comitato Centrale del POSDR e della direzione bolscevica.
Dopo la Rivoluzione di Febbraio fu eletto presidente del comitato di Ekaterinburg della fazione bolscevica e si trovò all'opposizione della linea di Kamenev e Stalin. Al VI congresso del POSDR bolscevico fu eletto membro del Comitato centrale. È stato uno dei leader della sinistra comunista durante la discussione del trattato di Brest, e dal 1918 al 1922 ha ricoperto il ruolo di Commissario del popolo alle finanze.
Il 25 marzo 1919 fu eletto nel primo Politburo del Partito comunista bolscevico, e allo stesso tempo fu membro dell'ufficio organizzazione del Comitato centrale, di cui fu segretario generale fino al 1921.  Nella riunione del plenum del Comitato centrale del 25 marzo fu avanzata la sua candidatura alla presidenza del Comitato centrale panrusso, ruolo a cui venne tuttavia eletto Kalinin.
Durante lo scontro sulla "questione del commissariato ai trasporti", sfociato poi nella "discussione sui sindacati", sostenne Trotskij. Per questo al decimo congresso del Partito bolscevico (1921) fu rimosso dal Comitato centrale e di conseguenza dal Politburo, sostituito inizialmente da Molotov e poi da Stalin. Nell'occasione, sebbene Krestinskij non fosse nella lista proposta per la votazione, ben 161 delegati su 479 scrissero il suo nome nella scheda, un caso unico nella storia del partito.
Nell'ottobre del 1921, con il peggioramento della situazione politica in Germania, vi fu inviato come ambasciatore. Tra il 1930 e il 1937 fu vicecommissario del popolo agli esteri, mentre tra marzo e maggio del 1937 fu vicecommissario alla giustizia. Successivamente venne arrestato con l'accusa di collaborare con Trotskij e con i servizi segreti tedeschi nell'organizzazione di atti terroristici contro i vertici del partito.
Condannato a morte dal collegio militare della Corte Suprema il 12 marzo 1938, fu giustiziato tre giorni dopo. Nel giugno del 1963 fu riabilitato.